# Tean
Tean – wieś w Anglii, w hrabstwie Staffordshire, w dystrykcie Staffordshire Moorlands. Leży 19 km na północny wschód od miasta Stafford i 205 km na północny zachód od Londynu.